# Gótico escaldino

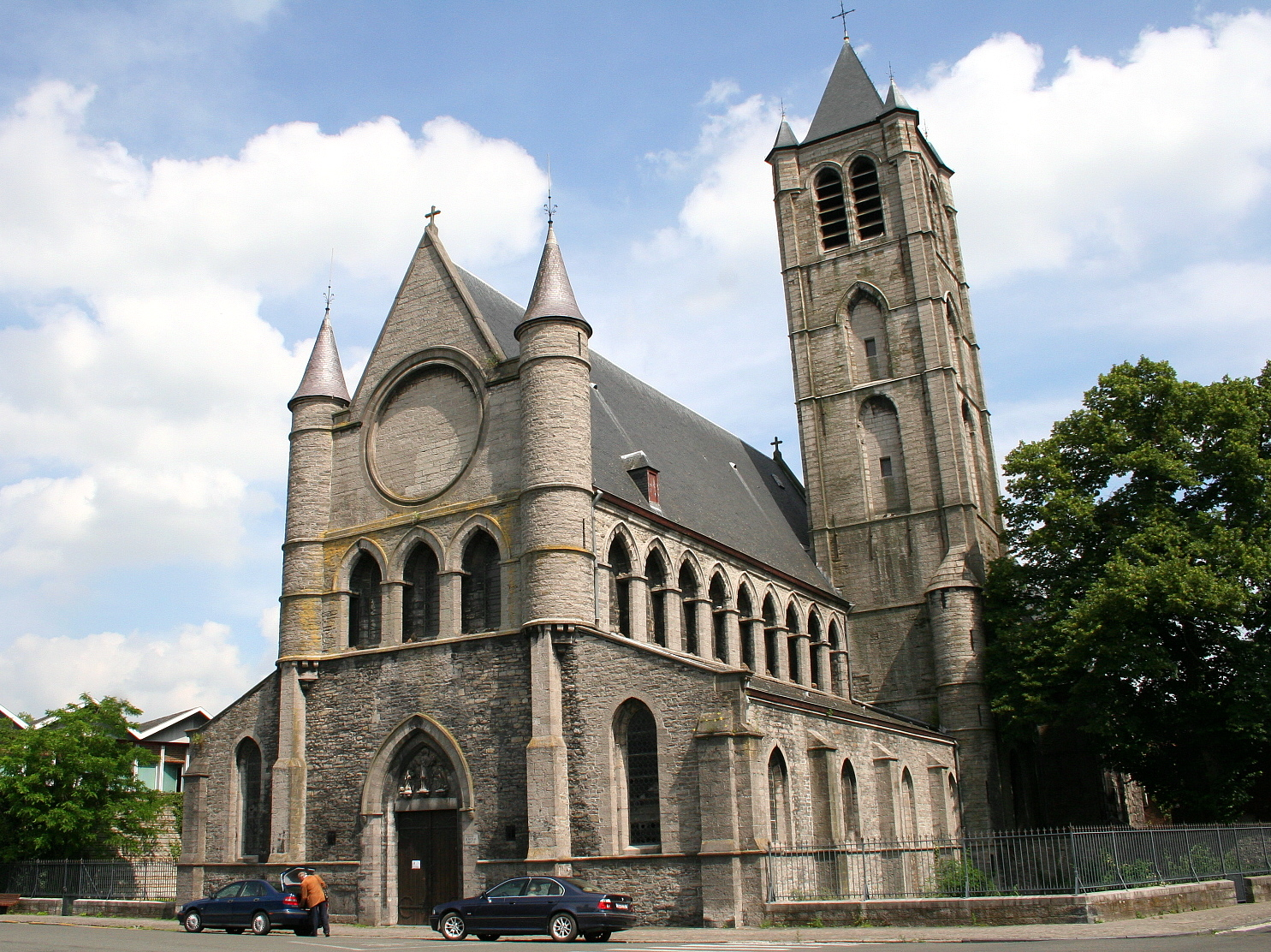
Iglesia de San Nicolás de Tournai (siglos XII-XV)

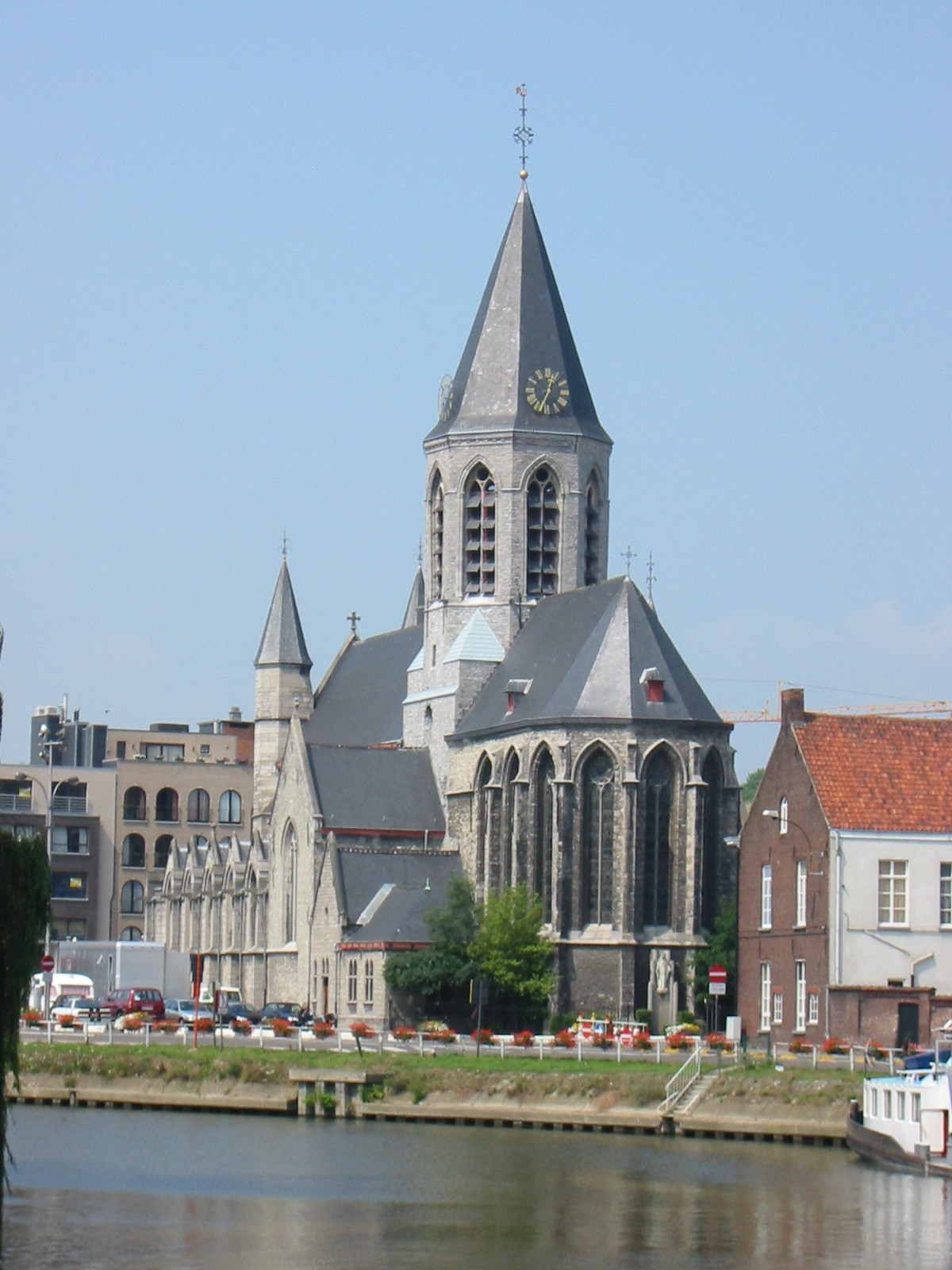
Iglesia de Notre-Dame de Deinze

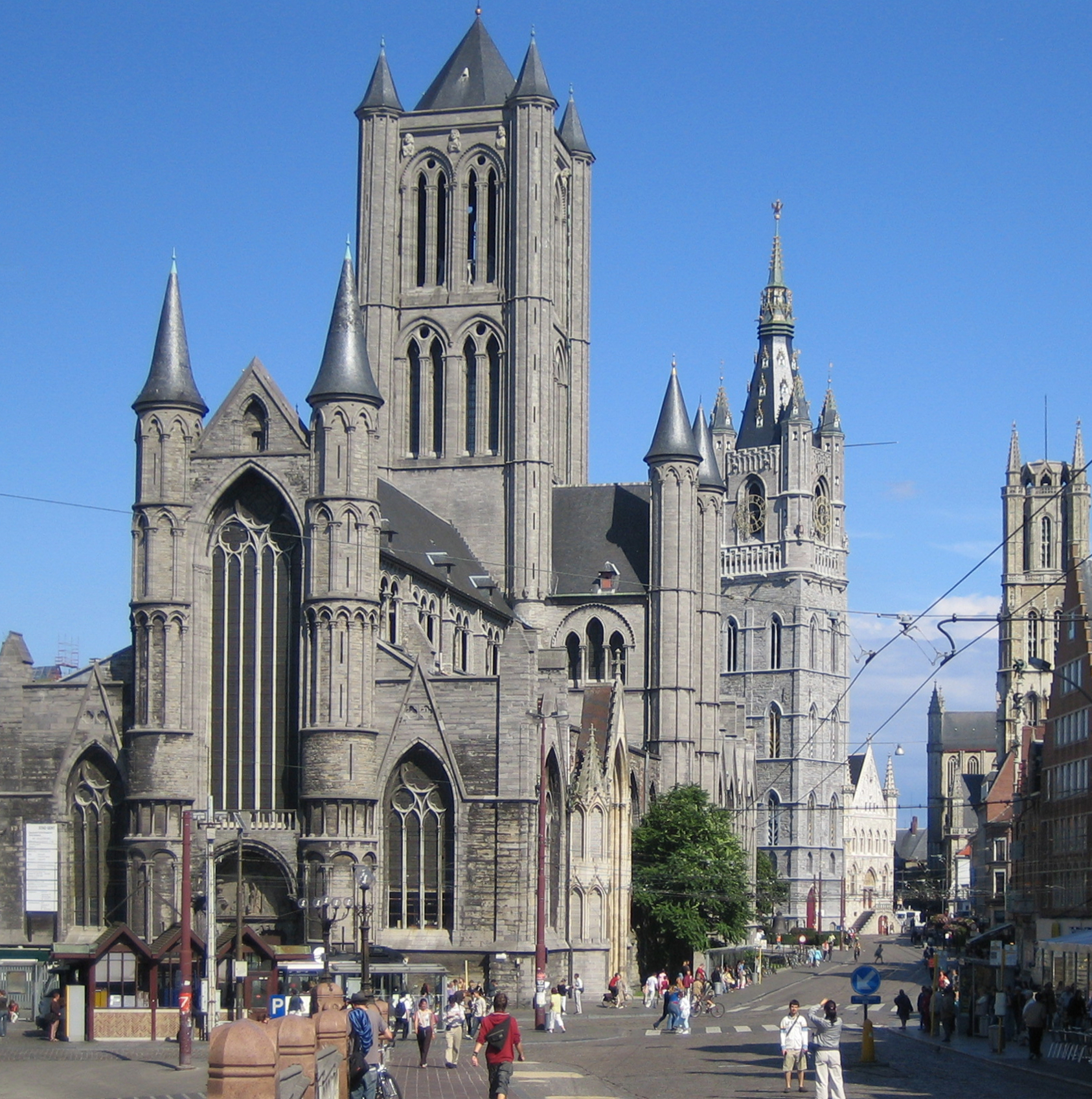
La Iglesia de San Nicolás de Gante

El gótico escaldino (en francés: gothique scaldien) o también gótico tournaisino (gothique tournaisien) es un estilo arquitectónico gótico temprano o de transición románico-gótico, del final del siglo XII y del XIII, típico del antiguo condado de Flandes. La denominación de «gótico tournaisino» se refiere al hecho de que este estilo nació en la ciudad de Tournai y desde ahí, irradió en el obispado de Tournai, que incluía en la época gran parte del condado de Flandes. La mayoría de los ejemplos de este estilo se encuentran en la cuenca del río Escalda, de ahí el nombre alternativo de «gótico escaldino».
Este estilo combina características del románico y del gótico: son románicas el uso de torretas laterales con techos cónicos y agujas o la disposición de cimborrios en el crucero del transepto; en cambio, son góticas la utilización de arcos de ojiva y de deambulatorios de alargadas ventanas exteriores. Los huecos a menudo consisten en tres ventanas estrechas bajo un único arco. El resultado da una impresión de altura en comparación con las iglesias románicas, más antiguas o contemporáneas. El gótico tournaisino, sin embargo, no llegó a la esbeltez y las secciones de muros audazmente aéreos característicos del alto gótico francés.
Los edificios de estilo gótico escaldino están construidos en piedra azul extraída de canteras de Tournai y de Antoing. Es una piedra caliza dura y densa, que data de la era primaria, bastante difícil de trabajar. La arquitectura románica precedente usaba esta piedra como mampuestos y piedra toscas, que con el gótico escaldiano, sin embargo, se comienzan a ver en aparejos regulares y bien tallados. Esta piedra densa y pesada, con una textura fina, pero que no se deja esculpir fácilmente, y el intenso color gris azulado que le da un aspecto fresco, da su carácter a este estilo monumental. Las formas arquitectónicas específicas del gótico escaldino están concebidas para trascender esta piedra y extraer de ella lo mejor: líneas rectas, juego de superficies planas, aristas precisas y regulares, ojivas poco o nada molduradas para hacerlas más legibles, asociación de las formas geométricas simples, columnas redondas, capiteles y esculturas muy estilizados y simplificados. Se cree que la piedra era tallada en Tournai incluso antes de su transporte en barcazasas hasta las obras de construcción; esto favoreció la radiación del estilo en Flandes a lo largo del Escalda, paralelamente al del obispado.
La catedral de Tournai no tiene partes en gótico tournaisino propiamente dicho, excepto tal vez las partes superiores de las dos torres románicas más occidentales, que anuncian el gótico. La nave y el transepto son significativamente románicos, pero en un estilo local que marcara profundamente el gótico tournaisino, que se inspirará en él directamente. El impresionante coro gótico del siglo XIII, por su parte, ya era (precozmente) de estilo gótico radiante francés, pero que sin embargo integra plenamente las líneas puras y la estética particular del gótico temprano local de Tournai y pone valor la piedra azul. Este estilo gótico radiante fue también muy popular en Flandes a partir de Tournai. Los elementos del gótico tournaisino stricto-sensu (que son gótico temprano) y del gótico radiante se entremezclan en muchos monumentos de piedra azul de la región y son a veces mal distinguidos.
La Ridderzaal  (la sala de los caballeros) de La Haya en los Países Bajos, un lugar de la historia y en la actualidad de la representación del Estado de los Países Bajos, situada en el centro de la Binnenhof, se considera relevante del gótico escaldino. Se trata principalmente de una obra de ladrillo y decorada con un poco de piedra azul.

Interiores góticos escaldinos
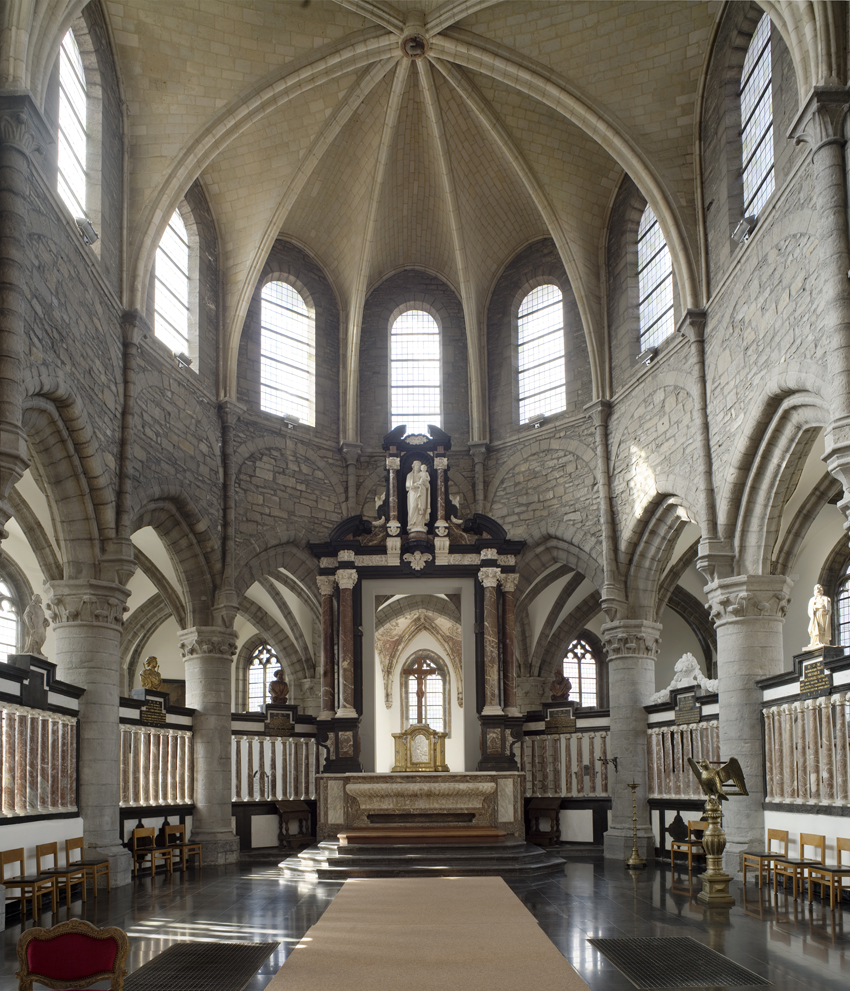
San Quintín en Tournai, elementos góticos bajo estructura románica
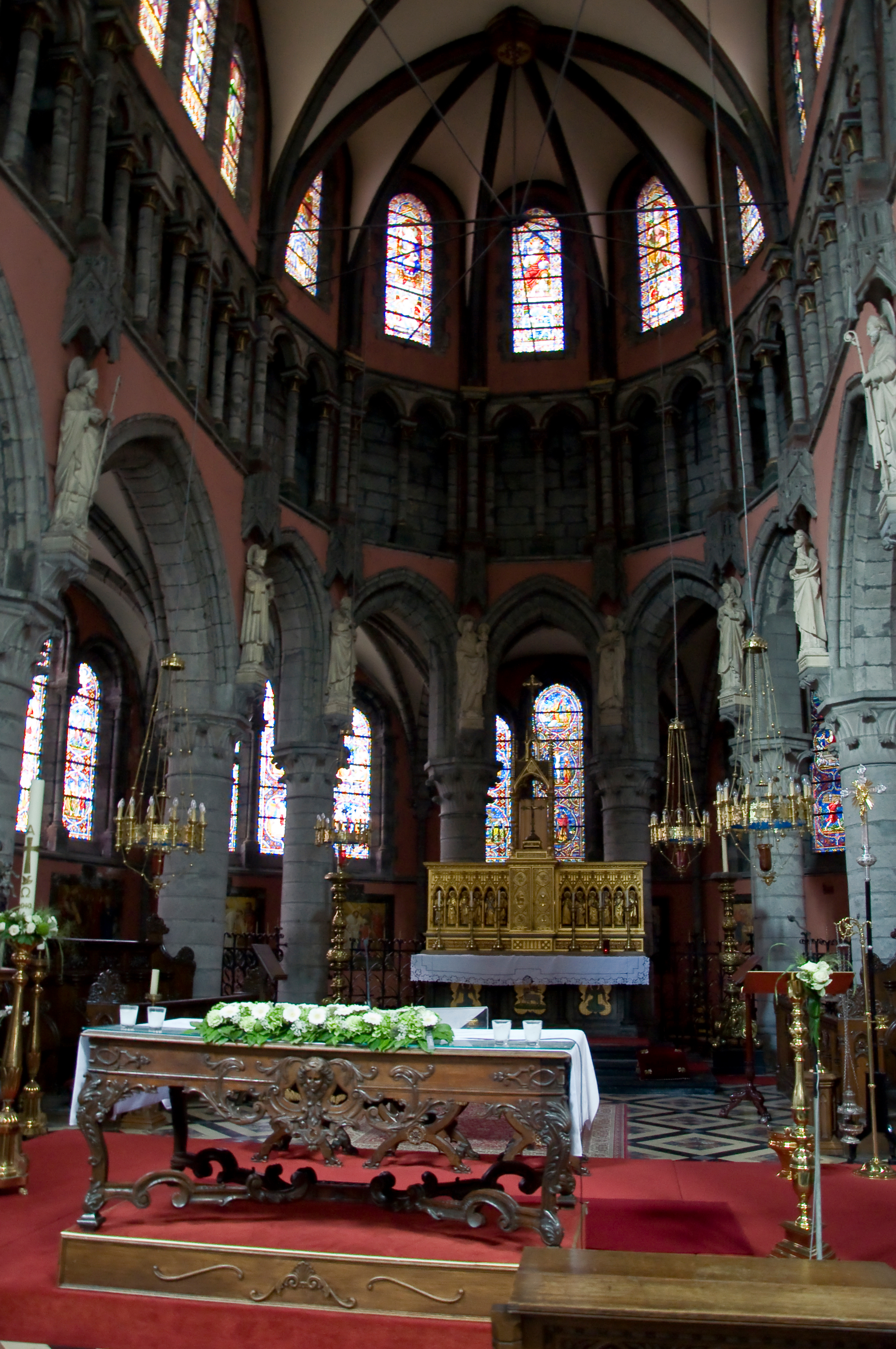
Coro de Nuestra Señora en Oudenaarde
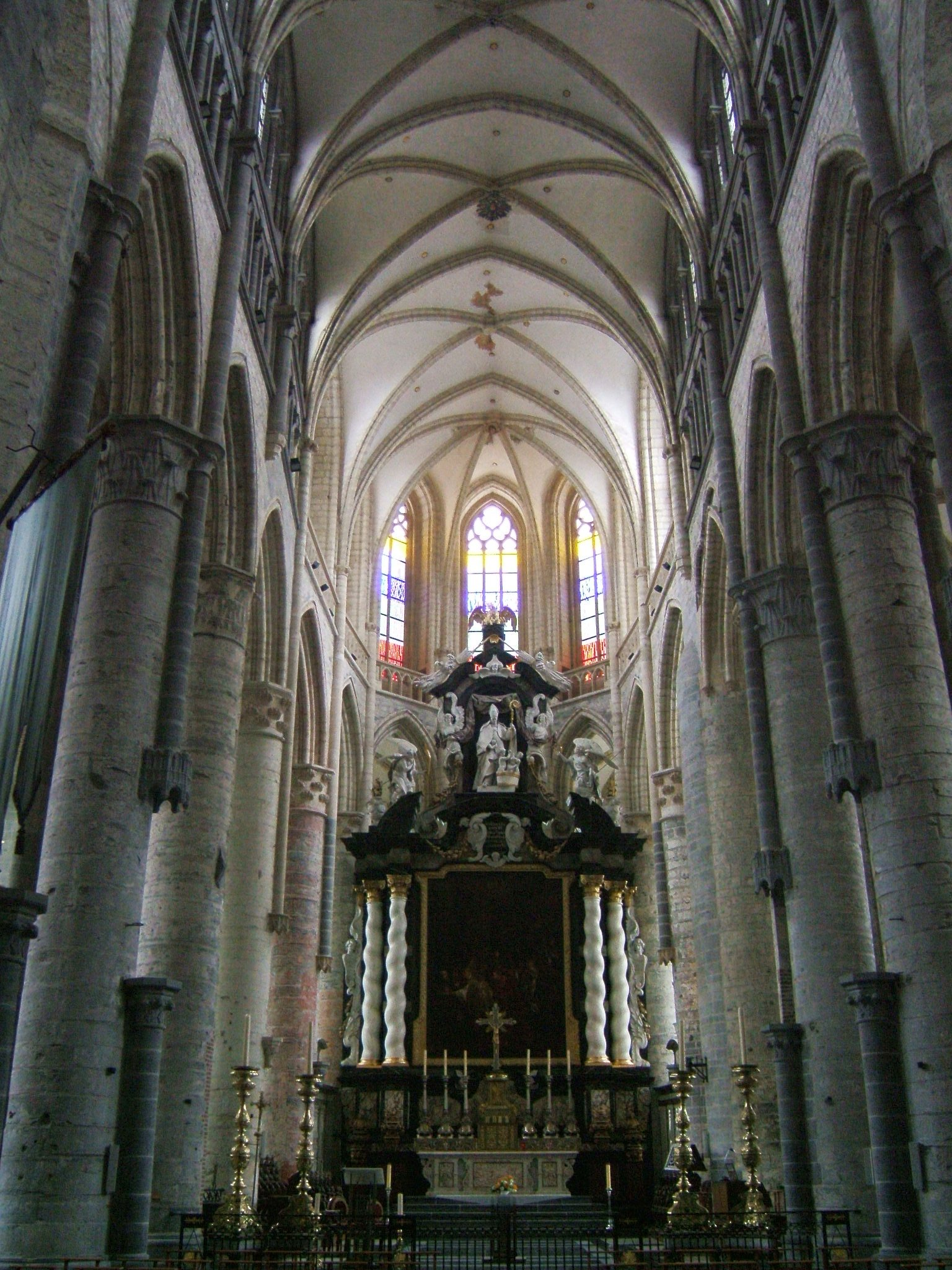
Nave de San Nicolás en Gante
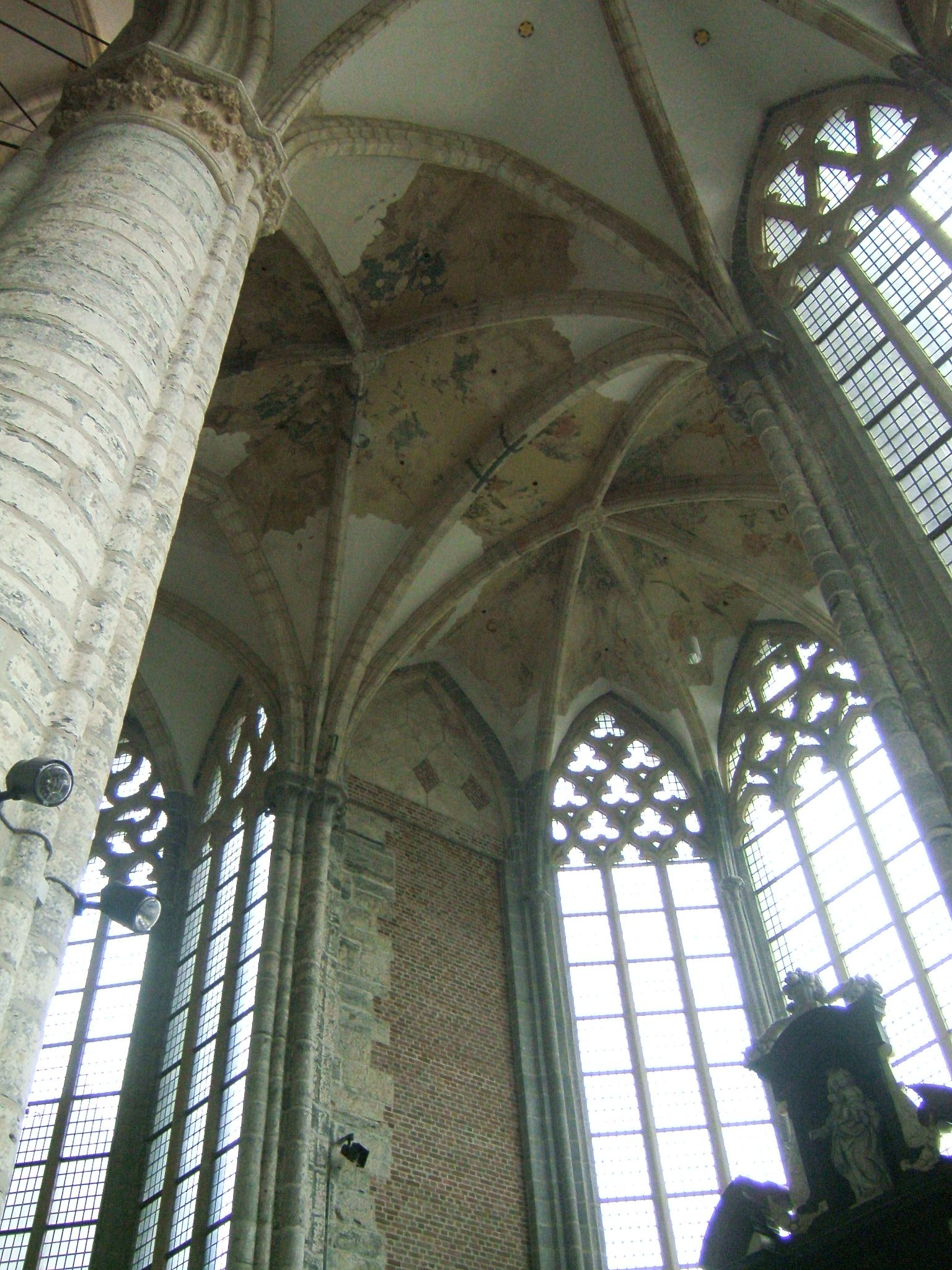
Ábside de San Nicolás en Gante

## Ejemplos
- Iglesia de San Nicolás de Tournai

- Iglesia de Santiago de Tournai
- Iglesia de San Quintín de Tournai

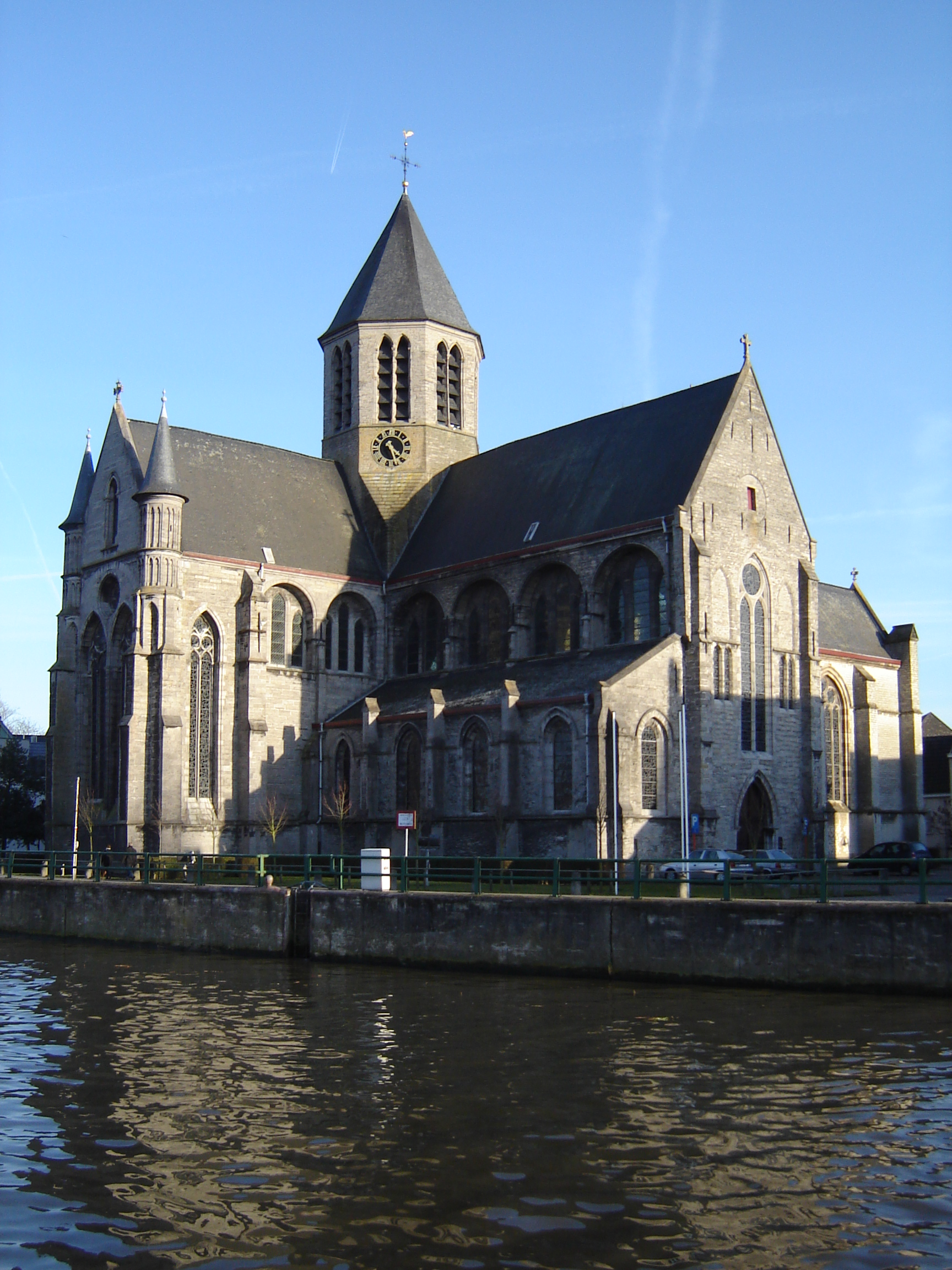
La Iglesia de Nuestra Señora de Pamele de Audenarde

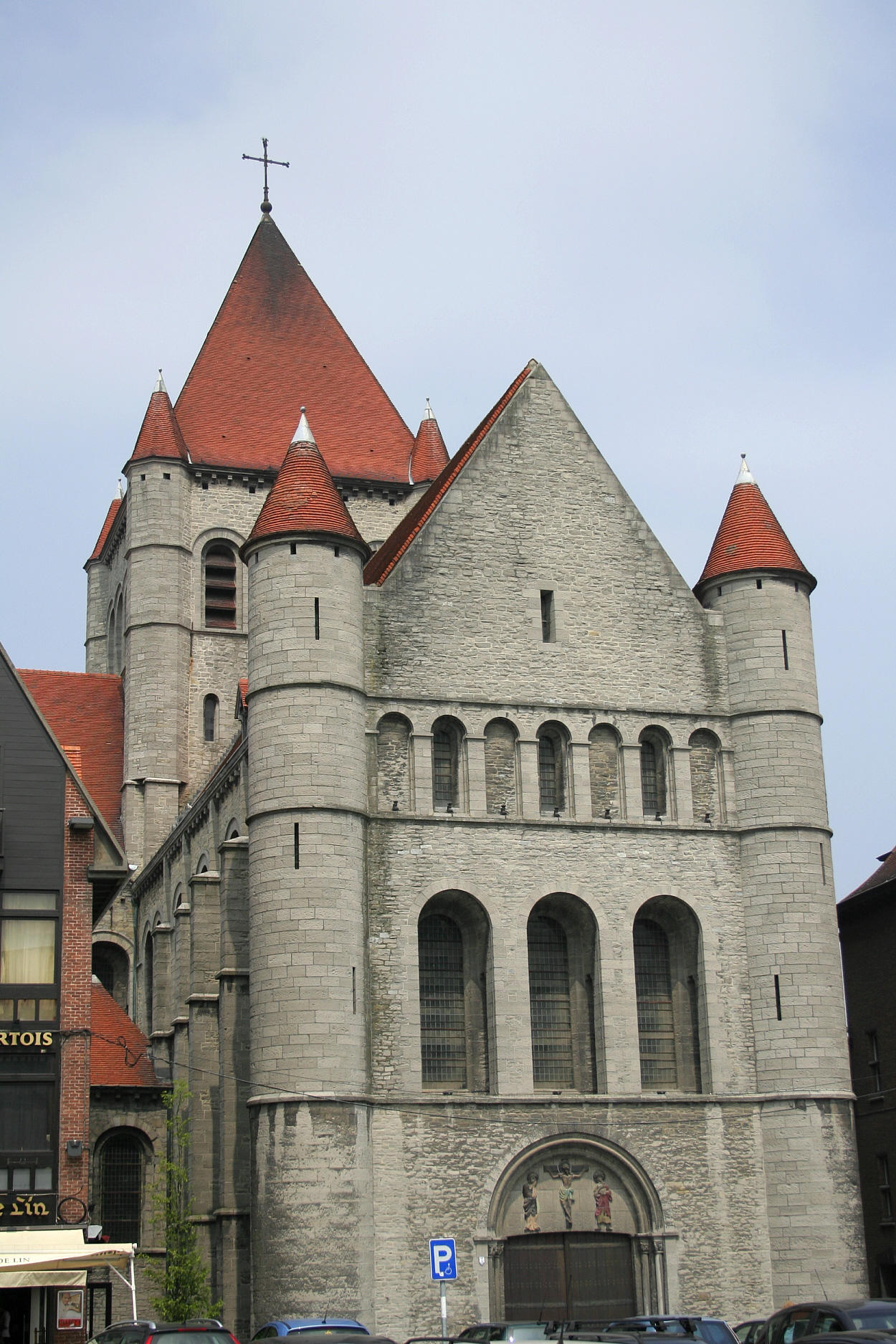
Iglesia de San Quintín de Tournai

- Iglesia de San Bavón de Aardenburg (NED)
- Iglesia de Nuestra Señora de Pamele de Audenarde
- Iglesia de San Nicolás de Gante
- Iglesia de Nuestra Señora de Deinze
- Castillo de Gerardo el Diablo de Gante
- Abadía de Villers-la-Ville
- Onze-Lieve-Vrouwekerk en Dendermonde.
- Iglesia de Nuestra Señora (Brujas) en Brujas
- Onze-Lieve-Vrouw van de Carmelberg-kerk en Berchem (Kluisbergen)
- Nuestra Señora de la Natividad en Mariakerke
- Iglesia de San Pedro y San Pablo en Herne
- Iglesia de San Juan Bautista de Cortrique (neogótico escaldino)
- Sint-Remigiuskerk (Sint-Jans-Molenbeek) (neogótico escaldino)